# Эбя (Вилюйский улус)
Эбя́ (якут. Эбээ) — село в Вилюйском улусе Якутии России. Административный центр и единственный населённый пункт Жемконского наслега.

## География
Село находится в западной части Якутии, в восточной части Центрально-Якутской равнины, на расстоянии 106 км от города Вилюйск, административного центра улуса.
Климат
В населённом пункте, как и во всем районе, климат резко континентальный, с продолжительным зимним и коротким летним периодами. Зимой погода ясная, с низкими температурами. Устойчивые холода зимой формируются под действием обширного антициклона, охватывающего северо-восточные и центральные улусы. Средняя месячная температура воздуха в январе находится в пределах от −28 °С до −40 °С.

## История
Согласно Закону Республики Саха (Якутия) от 30 ноября 2004 года N 173-З N 353-III село возглавило образованное муниципальное образование Жемконский наслег.

## Население
| 2002 | 2010 | 2012 | 2013 | 2014 | 2015 |
| ---- | ---- | ---- | ---- | ---- | ---- |
| 472  | ↗483 | ↗485 | ↘478 | ↘475 | ↘473 |
| 2016 | 2017 | 2018 | 2019 | 2020 | 2021 |
| ↗479 | →479 | ↘475 | ↗477 | ↘466 | ↘454 |

## Улицы
| - ул. Гоголева, - пер. Гоголева, - ул. Кондакова, | - ул. Молодёжная, - ул. Набережная, - ул. Пушкина, | - ул. Озёрная, - пер. Озёрный, - ул. Черканова. |

## Экономика
Животноводство (мясо-молочное скотоводство, мясное табунное коневодство).

## Инфраструктура
В селе функционируют средняя общеобразовательная школа, дом культуры, учреждения здравоохранения и торговли.

## Транспорт
Просёлочная дорога с выездом на автодорогу федерального значения «Вилюй».